# Exeter (condado de Rockingham)
Exeter es un lugar designado por el censo ubicado en el condado de Rockingham en el estado estadounidense de Nuevo Hampshire. En el Censo de 2010 tenía una población de 9.242 habitantes y una densidad poblacional de 782,36 personas por km².

## Geografía
Exeter se encuentra ubicado en las coordenadas 42°58′37″N 70°56′44″O / 42.97694, -70.94556. Según la Oficina del Censo de los Estados Unidos, Exeter tiene una superficie total de 11.81 km², de la cual 11.39 km² corresponden a tierra firme y (3.62%) 0.43 km² es agua.

## Demografía
Según el censo de 2010, había 9.242 personas residiendo en Exeter. La densidad de población era de 782,36 hab./km². De los 9.242 habitantes, Exeter estaba compuesto por el 95.28% blancos, el 0.64% eran afroamericanos, el 0.13% eran amerindios, el 1.97% eran asiáticos, el 0.02% eran isleños del Pacífico, el 0.17% eran de otras razas y el 1.79% pertenecían a dos o más razas. Del total de la población el 1.6% eran hispanos o latinos de cualquier raza.